# チュレア鉄道事故
チュレア鉄道事故（チュレアてつどうじこ）とは1917年1月13日にルーマニアのチュレア駅で発生した列車脱線・火災事故である。この駅はヤシ-ブルラド間にある列車交換のための待避線を備えた駅だった。この事故で600人～1000人の乗客が死亡した。

## 事故の経過
ブルラドからチュレアへ接近中に線路はブルノバとチュレアの間で長さ約10マイル (15km) の急勾配を下っていた。この勾配は。
13時、負傷したロシア兵とフォン・マッケンゼン軍の進軍から逃れる難民を乗せた列車（機関車2両+客車26両）がブルノバを発車した。乗客は列車の屋根や緩衝器の上（客車と客車の間）にも乗っていた。
走行中、乗っていた兵士がブレーキ管のコックを閉めたため、列車のブレーキが作動しなくなった。客車間に接続されているブレーキ管は乗客が踏んでいたため損傷していた。
列車がチュレアに向けて約10マイル (15km) 続く、40分の1（所により15分の1）の急勾配を下り始めた時、運転士は空気ブレーキ (the Westinghouse brake) が作動せず、客車のブレーキをかけられないことに気づいた。2両の機関車の制動力では列車全体を減速させるには不十分であった。機関車の逆転機を後進に入れ、また粘着力を増加させるために砂撒き装置を作動させたが、列車を減速させることはできなかった。列車は勾配のふもとにあるチュレア駅の待避線に高速で進入して脱線し、その後火災が発生して列車は全焼した。

## 引用文献
1. 1 2  Marx, Lawson Billinton p. 81
2. 1 2 3  Botez, Epopeea Feroviară Românească
3. 1 2 3 4 5 6 7  Wolmar, Engines Of War p.219
4. 1 2 3 4 5  Marx, Lawson Billinton p. 83